# 大山村 (埼玉県)
大山村（おおやまむら）は、埼玉県の東部、南埼玉郡に属していた村。現在の白岡市、久喜市の一部。

## 村名の由来
上大崎・下大崎の「大」, および柴山の「山」との合成による。
現在は大山郵便局, 白岡市立大山小学校等に名をとどめる。

## 地理

### 河川
- 星川
- 見沼代用水
- 上田用水
- 隼人堀川
- 元荒川
- 野通川

湖沼
- 柴山沼
- 皿沼

### 地名（小字）
| 上大崎村（かみおおさきむら） - 中手城（なかてしろ） - 中耕地（なかこうち） - 上耕地（かみこうち） | 下大崎村（しもおおさきむら） - 屋敷廻（やしきまはり） - 下端（したばた） - 円明（えんみやう） | 柴山村（しばやまむら） - 大野瀬 - 柏房 - 稲荷崎 - 宮野 - 橋戸 - 荒田 - 芝原 - 谷中 | 荒井新田村（あらいしんでんむら） - 嶹岡（しまをか） - 上荒井ヶ崎（かみあらゐがさき） - 下荒井ヶ崎（しもあらゐがさき） - 瀬（せ） |

## 歴史
- 1889年（明治22年）4月1日 - 町村制施行により、上大崎村、下大崎村、柴山村、荒井新田が合併し南埼玉郡大山村が成立する。
- 1954年（昭和29年）9月1日 - 分村合併により消滅。
  - 大字下大崎・柴山・荒井新田は篠津村・日勝村と合併し、白岡町となる。
  - 大字上大崎は菖蒲町・三箇村・小林村・栢間村と合併し、菖蒲町となる。